# Othreis banakus
Othreis banakus là một loài bướm đêm trong họ Erebidae.